# Luis Abinader
Luis Rodolfo Abinader Corona (n. 12 iulie 1967, Santo Domingo, Republica Dominicană) este un om de stat dominican. Membru al Partidului Revoluționar Dominican, apoi al Partidului Revoluționar Modern, este președintele Republicii Dominicane din 16 august 2020.
Candidat fără succes la vicepreședinție în 2012 și la alegerile prezidențiale din 2016, este ales la scrutinul din 2020 încă din primul tur, iar apoi este reales cu un scor larg în 2024. Conform unei anchete bazate pe Pandora Papers, este personalitatea publică cea mai bogată din Republica Dominicană (peste 70 de milioane de dolari, potrivit declarației sale publice de avere, depusă la o lună după alegerea sa ca președinte în 2020).

## Biografie

### Familie și viață personală
Luis Rodolfo Abinader Corona este fiul lui José Rafael Abinader Wasaf (1929–2018), om politic de origine libaneză, și al Rosei Sula Corona Caba.

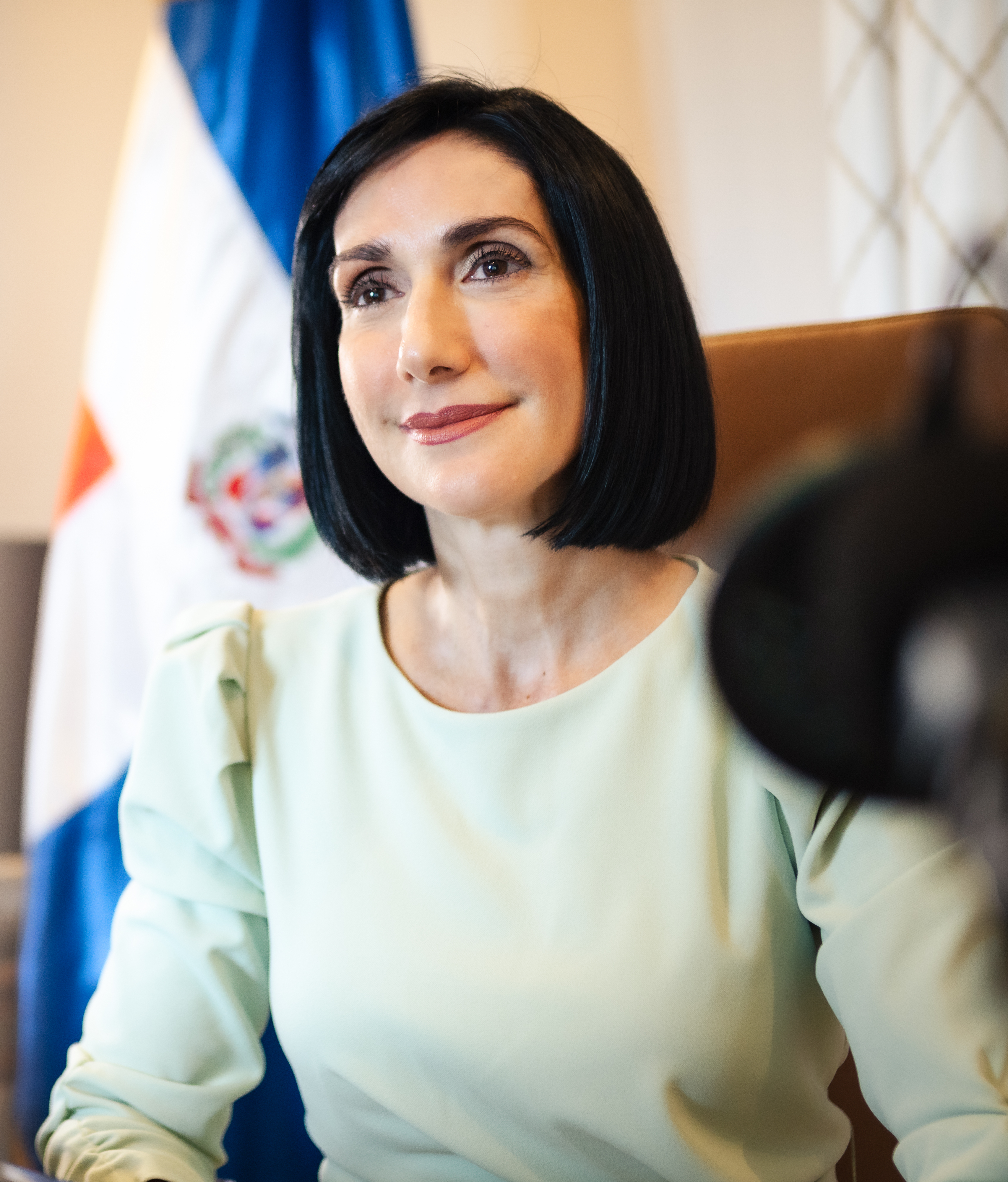
Raquel Arbaje Soneh în 2021.

Este căsătorit din 1995 cu Raquel Arbaje Soneh, alături de care are trei copii.

### Carieră antreprenorială
Înainte de a fi ales președinte, Luis Abinader a fost director general al Grupo Abicor, consorțiul de companii creat de familia sa, lansat de tatăl său (fost senator și ministru de Finanțe). Acest conglomerat include o companie imobiliară și de construcții axată în principal pe industria turismului (deține mai multe hoteluri), una dintre cele mai mari fabrici de ciment din țară și o universitate privată.

### Carieră politică

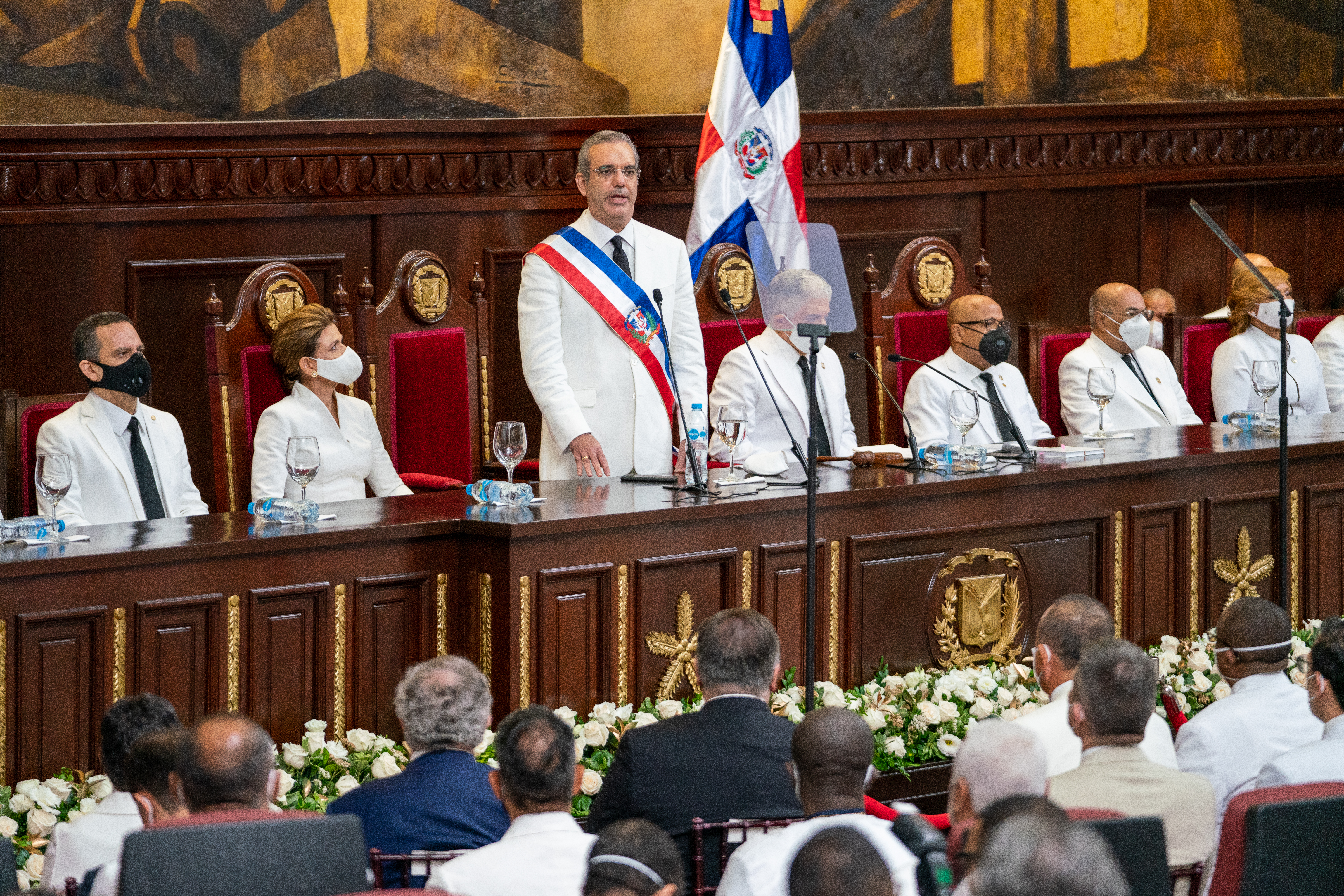
Ceremonia de învestitură a președintelui Luis Abinader și a vicepreședintei Raquel Peña, 16 august 2020.

Luis Abinader a fost candidat la funcția de vicepreședinte în cadrul alegerilor prezidențiale din 2012, alături de fostul președinte Hipólito Mejía Domínguez. A candidat fără succes la alegerile prezidențiale din 2016, apoi a câștigat din primul tur scrutinul din 2020. Vicepreședinta sa este Raquel Peña.
Din 2012, este inclus în programul Emerging Leaders al Harvard Kennedy School, în aceeași promoție cu Eva Maydell⁠(d), eurodeputată și președintă a Mișcării Europene Internaționale, precum și cu Joël Rault, ambasador al Republicii Mauritius.
Abinader a făcut din lupta împotriva imigrației clandestine una dintre prioritățile sale. În februarie 2022, a demarat construcția unui zid de separare cu Haiti, care urmează să se întindă pe 164 din cei 380 de kilometri ai frontierei.
Este apropiat de Grupul de la Lima, care reunește guverne conservatoare din America pentru a izola Venezuela și a contribui la căderea guvernului acesteia.
Candidat pentru un al doilea mandat la alegerile prezidențiale din 2024, este reales președinte al Republicii din primul tur, cu 57 % din voturile exprimate. Luis Abinader beneficiază atunci de o popularitate importantă, susținută de politica sa intransigentă față de imigrația provenită din Haiti, care a determinat guvernul să construiască o barieră de separare la frontieră în februarie 2022 și să repatrieze zeci de mii de imigranți în contextul războiului dintre bandele armate care afectează țara. Abinader se bucură, de asemenea, de un sprijin considerabil datorită rezultatelor bune ale gestionării economiei — care înregistrează una dintre cele mai mari creșteri din regiune — precum și al acțiunilor de luptă împotriva corupției întreprinse de guvern, chiar dacă acestea sunt acuzate că vizează în principal membri ai opoziției.

### Suspiciuni de evaziune fiscală
În octombrie 2021, numele lui Luis Abinader a fost menționat în dosarul Pandora Papers. Ancheta realizată de Consorțiul Internațional al Jurnaliștilor de Investigație (ICIJ) a arătat că Abinader „este legat de două companii panameze” (ambele create înainte ca acesta să devină președintele țării):
- Littlecot Inc. (înființată la 24 martie 2011), pe care o deține împreună cu sora și fratele său. Abinader, intervievat de ICIJ, a declarat că Littlecot Inc. deține o proprietate de familie în Republica Dominicană[2].
- Padreso SA (înființată la 8 ianuarie 2014), al cărei acționariat este compus din cei trei frați și surori ai săi. Această companie deține și administrează acțiuni în șase alte entități care dețin proprietăți și extinderi ale universității private (care aparține tot familiei sale)[2].

Documentele găsite în Pandora Papers arată că aceste două societăți dețineau inițial acțiuni la purtător, neînregistrate pe numele unei persoane anume. Ele arată, de asemenea, că după ce, în 2015, legea panameză a impus firmelor să divulge identitatea deținătorilor de acțiuni la purtător, în 2018, un avocat al familiei Abinader a depus la o „societate de servicii offshore” (Overseas Management Co. sau OMC Group) un formular în care frații și surorile lui Luis Abinader erau indicați ca acționari ai companiilor, în loc de termenul generic „la purtător”.
OMC Group este, de altfel, prestatorul care a creat și compania offshore Dorado Asset Management Ltd, la 2 iulie 2004, în paradisul fiscal al Insulelor Virgine Britanice, în numele fostului președinte peruan Pedro Pablo Kuczynski⁠(d).
După ce a devenit președinte, Abinader a declarat oficial aceste două societăți (precum și cel puțin alte șapte companii offshore, grupate într-un trust revocabil).